# Időtükrözés

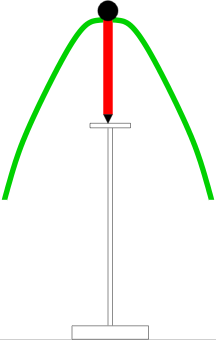
Egy játék, ami illusztrálja az időtükrözési invarianciát. Amikor egy emelvényen mozgásba hozzuk, az eszköz nagyon sokáig forog. A játék úgy van megkonstruálva, hogy minimális legyen a súrlódás és bemutassa a Newton-törvények megfordíthatóságát. A mechanikailag stabil állapota az eszköznek az, amikor leesik az emelvényről a tetszőlegesen sok állapot valamelyikébe. Ez illusztrálja az entrópia növekedésének törvényét, ahogy azt Boltzmann az állapotok számának logaritmusaként meghatározta.

Az időtükrözés az idő irányának (előjelének) megfordítását jelenti a fizika törvényeiben.
Az időre vonatkozó szimmetriát T-szimmetriának vagy T-invarianciának nevezik.
{\displaystyle T:t\mapsto -t.}
Az univerzum nem szimmetrikus az időtükrözésre nézve, bár korlátozott feltételek mellett meg lehet állapítani ezt a szimmetriát. A fizikusok megkülönböztetik azokat az időaszimmetriákat, amik a természet belső mozgástörvényeiből fakadnak, és azokat, amik az Univerzum kezdeti feltételeiből. A gyenge kölcsönhatás T-sértése az első, míg a termodinamika második főtétele a második típushoz tartozik.
A fizikusok szintén beszélnek a fizikai rendszerek lokális és/vagy makroszkopikus leírásának időtükrözési szimmetriájáról, attól függetlenül, hogy az őket megszabó alapvető törvényeknek van-e időtükrözési szimmetriája vagy sem. Például a Maxwell-egyenletek az anyag abszorpciójával vagy a Newton-mechanika a súrlódással nem invariáns az időmegfordítással szemben makroszkopikus szinten, de azok mikroszkopikus szinten, amikor belevesszük az atomi folyamatokat is, amivé az „elveszett” energia átalakul.

## Makroszkopikus jelenségek: a termodinamika második főtétele
A mindennapi tapasztalat az súgja, hogy az időtükrözési szimmetria nem igaz nagy mennyiségű anyag esetén. Az ilyen makroszkopikus törvények közül a legnevezetesebb a termodinamika második főtétele. Sok más jelenség, mint a testek súrlódásos relatív mozgása, vagy a viszkózus folyadékok áramlása, erre vezethető vissza, mivel a mélyben rejlő folyamat az elérhető energia (például mozgási energia) hővé alakulása.
Tényleg elkerülhetetlen ez az idő-aszimmetria? A kérdést sok fizikus vizsgálta, gyakran a Maxwell-démon összefüggésében. A név Maxwell egy gondolatkísérletéből ered, amiben egy mikroszkopikus démon őrzi a ajtót egy szoba két fele között. Az egyik félbe csak lassú, a másikba csak gyors molekulákat enged be, az egyik térfelet ezzel lehűtve, a másikat felmelegítve, ezzel látszólag csökkentve a szoba entrópiáját és megfordítva az idő irányát. Sok elemzés készült erről az esetről, mind azt mutatta, hogy ha a démon és a szoba együttes entrópiáját vizsgáljuk, akkor az növekszik. A modern analízisek figyelembe veszik Claude E. Shannon összefüggését az információ és az entrópia között. A modern számításelmélet sok problémája szorosan kötődik ehhez a problémához – a reverzibilis számítás, kvantumszámítás és számítás fizikai határai csak néhány ezek közül. Ezek a látszólag metafizikai kérdések így lassan átalakulnak a fizikai tudományok problémáivá.
A konszenzus sarkalatos pontja ma a fázistér térfogata logaritmusának Boltzmann–Shannon-féle azonosítása az információ mínusz egyszeresével, azaz az entrópiával. Ebben a leírásban egy makroszkopikus rendszer rögzített kezdeti állapota viszonylag kis entrópiának felel meg, mivel a test molekuláinak koordinátái behatároltak. Ahogy a rendszer fejlődik a disszipáció (az energia „eltűnése”) jelenlétében, a molekuláris koordináták egy nagyobb fázistérfogatba mozdulhatnak, kevésbé meghatározottá válva, így növelve az entrópiát.
Mindenesetre elképzelhetünk egy univerzumot, amiben egy pillanatban minden részecske mozgása megfordított (szorosan véve „CPT-megfordított”) volt. Egy ilyen állapot akkor megfordítva fejlődne, és az entrópia feltételezhetően csökkenne (Loschmidt-paradoxon). Vajon miért a 'mi' állapotunkat preferálja akkor a természet?
Egy lehetséges álláspont azt mondani, hogy az állandó entrópianövekedés, amit mi látunk, „csak” az univerzum kezdeti állapota miatt van. Más lehetséges állapotaiban az univerzumnak (például hőhalál-egyensúlyban) az entrópia történetesen nem növekedne. Eszerint az álláspont szerint a T-aszimmetria egy kozmológiai probléma: miért kezdődött az univerzum alacsony entrópiájú állapotban? Ha ez az álláspont életképes marad a jövő kozmológiai megfigyeléseinek fényében, akkor ezt összekötné a fizika jelenleg megválaszolhatatlan nagy nyitott kérdéseivel, az univerzum kezdeti feltételeinek kérdésével.

## Mikroszkopikus jelenségek: időtükrözési invariancia
Mivel a legtöbb rendszer az idő megfordítására nem szimmetrikus, érdekes megkérdezni, vannak-e egyáltalán szimmetrikus rendszerek. A klasszikus mechanikában időtükrözésre a v sebesség megfordul, de a gyorsulás nem. Ezért disszipatív folyamatokat sejthetünk az olyan folyamatokban, amik páratlanok v hatványaiban, de kifinomult kísérletek, amik az ismert disszipációs forrásokat kiküszöbölik, azt mutatják, hogy a mechanika törvényei időtükrözésre invariánsak.
Ugyanakkor egy töltött testre egy B mágneses mezőben mozogva hat a Lorentz-erő (∼v×B), és úgy tűnhet első látásra, hogy ez aszimmetrikus az időtükrözéssel szemben. B ugyanis szintén előjelet vált, mivel egy J elektromos áram hozza létre, ami előjelet vált, s így egy klasszikus részecske mozgása mágneses térben időtükrözésre szintén invariáns. Ennek ellenére érdemes lokálisan is vizsgálni az aszimmetriát, amikor a külső tér állandó, mint például a magnetooptikai effektus esetén. Ezért vizsgálhatjuk, milyen optikai jelenségek sértik lokálisan az időtükrözést (például Faraday-izolátorok). A gravitáció törvényei szintén időtükrözési invariánsnak tűnnek a klasszikus mechanikában.
A fizikában elkülönítjük a mozgástörvényeket (kinematika) az erőtörvényektől (dinamika). A Newton-törvényeket követve a kvantummechanika kinematikája úgy van felépítve, hogy nem tételez fel semmit az időtükrözéssel kapcsolatban. Ha a dinamika invariáns, a kinematika is, ha nem, akkor a kinematika mutatni fogja ezt az aszimmetriát.

### Időtükrözés a kvantummechanikában
A paritás kétdimenziós ábrázolásait olyan állapotok alkotják, amik tértükrözésre egymásba transzformálódnak. Egy ilyen reprezentáció mindig redukálható olyan állapotok lineáris kombinációjára, amik párosak vagy páratlanok a paritásra nézve. Azaz a paritás irreducibilis ábrázolásai egydimenziósak. A Kramer-tétel szerint az időtükrözés esetén ez nincs feltétlenül így, mert annak operátora antiunitér.
A kvantummechanikában az időtükrözés legfontosabb tulajdonságai:
1. antiunitér operátora van
2. nemdegenerált kvantumállapotoknak nem lehet elektromos dipólmomentuma,
3. kétdimenziós ábrázolásai vannak a paritás operátorával szemben, amikre T2 = ‒1.

A furcsasága ennek a tértükrözéssel összehasonlítva válik világossá. Ha a tértükrözés két kvantumállapotot kölcsönösen egymásba visz, akkor az összege vagy különbsége ezeknek az állapotoknak szintén rendelkezik határozott paritással. Az időtükrözés nem így viselkedik. Sérteni látszik azt a tételt, miszerint minden kommutatív csoportnak csak egydimenziós irreducibilis ábrázolásai vannak. Az oka a különbözőségnek az, hogy az időtükrözés operátora antihermitikus.

### Az időtükrözés antiunitér reprezentációja
Wigner Jenő megmutatta, hogy a Hamilton-függvény egy S szimmetriáját a kvantummechanikában vagy egy unitér S = U, vagy egy antiunitér S = UK operátor reprezentálja, ahol U unitér operátor, K pedig a komplex konjugálásé. A paritás operátora esetén PxP = ‒x és PpP = ‒p, ahol x és p a hely és az impulzus operátora. Kanonikus kvantáláskor [x, p] = ih/2π, ahol h a Planck-állandó. A kommutátor invariáns tértükrözésre, ha P-t unitérnek választjuk, azaz PiP = i. Hasonló állítás felállítható a T időtükrözésre, ahol TxT = x és TpT = ‒p, és a kommutátor akkor invariáns, ha T antiunitér, azaz TiT = ‒i. Egy spinnel rendelkező részecskére használhatjuk a következő reprezentációt:
{\displaystyle T=e^{-i\pi S_{y}/\hbar }K,}
ahol Sy a spin y-komponense és TJT = ‒J.

### Elektromos dipólmomentumok
Mindennek érdekes következménye van a részecskék elektromos dipólmomentumára. A dipólmomentumot az elektromos erőtérbe helyezett részecske energiaállapotának eltolódásán keresztül definiáljuk:
Δe = d·E + E·δ·E, ahol d a dipólmomentum és δ, az indukált dipólmomentum. Fontos tulajdonság, hogy az energiaeltolódás tértükrözés esetén előjelet vált. Viszont  d egy vektor, aminek várható értéke egy  |ψ> állapotban arányos kell legyen <ψ|J|ψ>-vel. Így időtükrözésre invariáns állapotban a dipólmomentumnak el kell tűnnie, nemeltűnő elektromos dipólmomentum mind a P, mind a T-szimmetriát sérti. Vannak azonban elektromos dipólmomentummal rendelkező molekulák, például a vízé is ilyen. Ez azonban nem jelenti a T-szimmetria sérülését, mivel a víznek degenerált energiaállapotai vannak, s ilyenkor létezhet nemeltűnő dipólmomentum a T-szimmetria sértése nélkül is.
A nukleonok elektromos dipólmomentumára talált kísérleti határok szigorú határt adnak az időtükrözési szimmetria sérülésére az erős kölcsönhatás esetén. Ez a CPT-invariancia felhasználásával erős megszorítást jelent az erős CP-sértésre.

### Kramer-tétel
T-re, egy Z2 antiunitér generátora:
T2 = UKUK = U U* = U (UT)‒1 = Φ,
ahol Φ fázisok diagonális mátrixa. Következésképpen U = ΦUT és UT = UΦ azaz:
U = Φ U Φ.
Ez azt jelenti, hogy Φ elemei a ±1 értékek valamelyikét vehetik csak fel, amiért T2 = ±1 lehet. Ez T antiunitaritásának jellegzetessége. Egy unitér operátor estén, mint a paritás, minden fázis megengedett. Vegyünk most egy T alatt invariáns Hamilton-függvényt. Legyen |a> és T|a> két ugyanolyan energiájú állapot. Ha most T2 = ‒1, akkor az állapotok ortogonálisak: ami a Kramer-tétel. Ez azt jelenti, hogy ha T2 = ‒1, akkor az állapot kétszeresen elfajult. A nemrelativisztikus kvantummechanika ezen eredménye előrejelzi a kvantumtérelmélet spin-statisztika tételét. Azok a kvantumállapotok, amik az időtükrözés unitér reprezentációját adják, azaz amelyekre T2=1, multiplikatív kvantumszámmal jellemezhetők, amit néha T-paritásnak hívnak.

### Az ismert dinamikai törvények időtükrözése
A részecskefizika a dinamikai alaptörvényeknek a standard modellben való kodifikálásában csúcsosodott ki. Ez egy CPT-szimmetriával rendelkező kvantumtérelmélet, azaz a törvények invariánsok az egyszerre történő tértükrözés, töltéstükrözés és időtükrözés esetén. Mindazonáltal az időtükrözés nem tűnik szimmetriának (ezt a sértést általában CP-sértésnek hívjuk). Két lehetséges eredete van ennek az aszimmetriának, az egyik a különböző kvarkízek keveredése a gyenge bomlások során, a másik a direkt CP-sértés az erős kölcsönhatás során. Az elsőt látjuk a kísérletekben, a másik erősen behatárolt a neutron meg nem figyelt elektromos dipólmomentuma miatt.